# 왕나무쌀쥐
왕나무쌀쥐(Oecomys rex)는 비단털쥐과 나무쌀쥐속에 속하는 설치류이다. 가이아나와 수리남, 프랑스령 기아나, 인근 베네수엘라와 브라질에서 발견된다.